# NGC 668
NGC 668 je spirální galaxie v souhvězdí Andromedy. Její zdánlivá jasnost je 12,9m a úhlová velikost 1,8′ × 1,2′. Je vzdálená 207 milionů světelných let. Je členem kupy Abell 262. Galaxii objevil 4. prosince 1880 Édouard Jean-Marie Stephan.